# Annemarie Moser-Pröll
Annemarie Moser-Pröll (ur. 27 marca 1953 w Kleinarl) – austriacka narciarka alpejska, trzykrotna medalistka olimpijska, wielokrotna medalistka mistrzostw świata i sześciokrotna zdobywczyni Pucharu Świata. Jedna z najbardziej utytułowanych zawodniczek w historii, wygrywała zawody we wszystkich konkurencjach.

## Kariera
Po raz pierwszy na arenie międzynarodowej Annemarie Moser-Pröll pojawiła się w wieku 14 lat. Zadebiutowała wtedy w zawodach Pucharu Świata, startując 17 stycznia 1968 roku w zjeździe w Bad Gastein, gdzie zajęła ostatnie miejsce. Pierwsze punkty wywalczyła nieco ponad rok później, 25 stycznia 1969 roku w Saint-Gervais, zajmując drugie miejsce w tej samej konkurencji. W zawodach tych lepsza okazała się tylko Francuzka Isabelle Mir. W sezonie 1968/1969 punktowała jeszcze jeden raz, 28 lutego w Squaw Valley, zajmując czwarte miejsce w slalomie. Ostatecznie w klasyfikacji generalnej zajęła szesnaste miejsce.
W kolejnym sezonie punktowała wielokrotnie, przy czym trzy razy stawała na podium: 17 stycznia w Mariborze odniosła pierwsze pucharowe zwycięstwo wygrywając giganta, tydzień później w Saint-Gervais była druga, a 12 marca 1970 roku w Voss w tej samej konkurencji zajęła trzecie miejsce. W klasyfikacji generalnej dało jej to szóste miejsce, a w klasyfikacji giganta była trzecia za Francuzkami: Michèle Jacot i Françoise Macchi. W lutym 1970 roku wystartowała na mistrzostwach świata w Val Gardena, zdobywając brązowy medal w biegu zjazdowym. W zawodach tych uległa jedynie Annerösli Zryd ze Szwajcarii oraz Francuzce Isabelle Mir. Na tej samej imprezie była też między innymi szósta w kombinacji.
Przez kolejne pięć sezonów (1970/1971, 1971/1972, 1972/1973, 1973/1974 i 1974/1975) Austriaczka dominowała w rywalizacji pucharowej. Jako pierwsza i jak dotąd jedyna w historii pięć razy z rzędu zdobywała Kryształową Kulę za zwycięstwo w klasyfikacji generalnej. Równocześnie zdobyła pięć Małych Kryształowych Kul za zwycięstwa w klasyfikacji zjazdu oraz trzy Małe Kryształowe Kule za zwycięstwa w klasyfikacji giganta. Była także druga wśród gigancistek w sezonie 1972/1973 i trzecia w klasyfikacji slalomu w sezonie 1970/1971. W tym czasie 62 razy stawała na podium, odnosząc przy tym aż 40 zwycięstw. Najwięcej wygranych odniosła w sezonie 1972/1973, kiedy jedenaście razy była najlepsza w zawodach PŚ. Najwięcej razy na podium w trakcie jednego sezonu stanęła natomiast w sezonie 1974/1975, kiedy dokonała tego szesnaście razy w 26. startach. W 1972 roku wystartowała na igrzyskach olimpijskich w Sapporo, gdzie wywalczyła srebrne medale w zjeździe i gigancie. W obu konkurencjach wyprzedziła ją jedynie Szwajcarka Marie-Theres Nadig. W swoim trzecim olimpijskim starcie zajęła ponadto piąte miejsce w slalomie. Igrzyska w Sapporo były jednocześnie mistrzostwami świata, jednak kombinację rozegrano tylko w ramach drugiej z tych imprez. W konkurencji tej Pröll zwyciężyła, wyprzedzając na podium Francuzkę Florence Steurer i Toril Førland z Norwegii. Podczas rozgrywanych dwa lata później mistrzostw świata w Sankt Moritz zwyciężyła w biegu zjazdowym. O 0,94 sekundy wyprzedziła tam Betsy Clifford z Kanady, a o 1,31 sekundy pokonała swą rodaczkę, Wiltrud Drexel. Była tam też między innymi czwarta w gigancie, przegrywając walkę o podium z Francuzką Jacqueline Rouvier o 0,43 sekundy.
W lecie 1975 roku Austriaczka ogłosiła zakończenie kariery i w efekcie nie wystąpiła na rozgrywanych w lutym w 1976 roku igrzyskach olimpijskich w Innsbrucku. W tym czasie wyszła za mąż oraz opiekowała się chorym ojcem, który zmarł w czerwcu 1976 roku. Do treningów wróciła jeszcze w 1976 roku i od początku sezonu 1976/1977 brała udział w rywalizacji pucharowej. Pierwsze po przerwie punkty zdobyła 9 grudnia 1976 roku w Val d’Isère, gdzie zajęła trzecie miejsce w gigancie. W kolejnych startach jeszcze dziesięć razy znalazła się w najlepszej trójce, w tym cztery razy wygrywała: 15 i 16 grudnia w Cortinie d’Ampezzo wygrywała kolejno zjazd i kombinację, a 8 stycznia w Pfronten i 11 stycznia 1977 roku w Garmisch-Partenkirchen wygrywała zjazdy. W klasyfikacji generalnej zajęła drugie miejsce, ulegając jedynie Szwajcarce Lise-Marie Morerod. Była też druga w zjeździe za swą rodaczką Brigitte Totschnig i trzecia w gigancie, za Morerod i kolejną Austriaczką, Moniką Kaserer.
Kolejne sukcesy osiągnęła podczas rozgrywanych na początku lutego 1978 roku mistrzostw świata w Garmisch-Partenkirchen. Już w pierwszym starcie zdobyła złoty medal w zjeździe, pokonując Irene Epple z RFN i Szwajcarkę Doris de Agostini. Następnie zajęła 19. miejsce w slalomie, jednak dzień później zdobyła brązowy medal w gigancie. W zawodach tych wyprzedziły ją tylko Maria Epple z RFN i Lise-Marie Morerod. Na koniec zdobyła złoto w kombinacji, pokonując Hanni Wenzel z Liechtensteinu i Francuzkę Fabienne Serrat. W rywalizacji pucharowej na podium stawała dziewięć razy, w tym sześciokrotnie zwyciężając: 6 i 7 stycznia w Pfronten, 13 stycznia w Les Diablerets, 11 i 12 marca w Bad Kleinkirchheim wygrywała bieg zjazdowy, a 17 marca w Arosa była najlepsza w gigancie. W klasyfikacji generalnej była druga za Hanni Wenzel, jednak w klasyfikacji zjazdu zdobyła kolejną Małą Kryształową Kulę.
Szósty i zarazem ostatni triumf w klasyfikacji generalnej Pucharu Świata odniosła w sezonie 1978/1979. Na podium stawała piętnaście razy, z czego ośmiokrotnie na najwyższym stopniu: 9 grudnia w Piancavallo, 17 grudnia w Val d’Isère i 12 stycznia w Les Diablerets wygrywała zjazd, 17 i 19 stycznia w Hasliberg wygrywała kolejno zjazd i kombinację, 26 stycznia w Schruns była najlepsza w zjeździe i kombinacji, a 2 marca 1979 roku w Lake Placid po raz kolejny zwyciężyła w zjeździe. Oprócz zwycięstwa w klasyfikacji generalnej wygrała także w zjeździe, a w klasyfikacji slalomu zajęła drugie miejsce za Reginą Sackl. Rok później na podium znalazła się dwanaście razy, odnosząc trzy zwycięstwa: 15 grudnia w Piancavallo wygrała slalom, 6 stycznia w Pfronten zjazd, a 16 stycznia 1980 roku w Arosa była najlepsza w kombinacji. Ostatni raz na podium stanęła 25 stycznia 1980 roku w Saint-Gervais, gdzie była druga w slalomie. Wyniki te dały jej drugie miejsce w klasyfikacji generalnej i klasyfikacjach zjazdu, giganta i kombinacji, a także trzecie miejsce w slalomie. W lutym 1980 roku brała także udział w igrzyskach olimpijskich w Lake Placid. Zdobyła tam swój ostatni medal w karierze, zwyciężając w biegu zjazdowym. W zawodach tych o 0,70 sekundy wyprzedziła Hanni Wenzel, a o 0,84 sekundy pokonała Marie-Theres Nadig. Na tych samych igrzyskach była ponadto szósta w gigancie, a rywalizacji w slalomie nie ukończyła. W marcu 1980 roku zakończyła karierę.
Moser-Pröll wielokrotnie zdobywała medale mistrzostw Austrii, w tym 18 złotych: w zjeździe w 1977 roku, w gigancie w latach 1970–1975, 1978 i 1979, slalomie w latach 1970, 1971, 1975, 1977, 1978 i 1979 oraz kombinacji w latach 1969 i 1970.
W 1971 roku otrzymała nagrodę Skieur d’Or, przyznawaną przez Międzynarodowe Stowarzyszenie Dziennikarzy Narciarskich. W 1979 roku otrzymała także Odznakę Honorową za Zasługi dla Republiki Austrii. Ponadto w latach 1973, 1974, 1975, 1977, 1978, 1979 i 1980 wybierano ją sportsmenką roku w Austrii, a w 1999 roku przyznano jej tytuł sportsmenki stulecia.
Do 2015 roku była rekordzistką pod względem ilości zwycięstw w zawodach Pucharu Świata (62 wygrane). W sezonie 2014/2015 swoje 63. zwycięstwo odniosła Lindsey Vonn z USA odbierając Austriaczce rekord i spychając ją na drugie miejsce w klasyfikacji wszech czasów pod względem zwycięstw. Ponadto Moser-Pröll i Vonn ex aequo zajmują pierwsze miejsce w klasyfikacji wszech czasów pod względem miejsc na podium (113). Austriaczka jest także samotną rekordzistką pod względem zwycięstw w klasyfikacji generalnej Pucharu Świata (6 razy) oraz pod względem zwycięstw w klasyfikacji zjazdu (7 razy).
Po zakończeniu kariery prowadziła restaurację Café Annemarie w Kleinarl, gdzie można było zobaczyć kolekcję jej trofeów. W 2008 roku sprzedała restaurację i przeszła na emeryturę.
Jej siostra Cornelia Pröll również uprawiała narciarstwo alpejskie.

## Osiągnięcia

### Igrzyska olimpijskie
| Miejsce | Dzień     | Rok  | Miejscowość | Konkurencja | Czas biegu | Strata | Zwyciężczyni       |
| ------- | --------- | ---- | ----------- | ----------- | ---------- | ------ | ------------------ |
| 2.      | 5 lutego  | 1972 | Sapporo     | Zjazd       | 1:36,68    | +0,32  | Marie-Theres Nadig |
| 2.      | 8 lutego  | 1972 | Sapporo     | Gigant      | 1:29,90    | +0,85  | Marie-Theres Nadig |
| 5.      | 11 lutego | 1972 | Sapporo     | Slalom      | 1:31,24    | +2,79  | Barbara Cochran    |
| 1.      | 17 lutego | 1980 | Lake Placid | Zjazd       | 1:37,52    | -      | -                  |
| 6.      | 21 lutego | 1980 | Lake Placid | Gigant      | 2:41,66    | +1,53  | Hanni Wenzel       |
| DNF     | 23 lutego | 1980 | Lake Placid | Slalom      | 1:25,09    | -      | Hanni Wenzel       |

### Mistrzostwa świata
| Miejsce | Dzień     | Rok  | Miejscowość            | Konkurencja | Czas biegu  | Strata     | Zwyciężczyni       |
| ------- | --------- | ---- | ---------------------- | ----------- | ----------- | ---------- | ------------------ |
| 3.      | 11 lutego | 1970 | Val Gardena            | Zjazd       | 1:58,34     | +2,09      | Annerösli Zryd     |
| 21.     | 13 lutego | 1970 | Val Gardena            | Slalom      | 1:40,44     | +10,67     | Ingrid Lafforgue   |
| 14.     | 14 lutego | 1970 | Val Gardena            | Gigant      | 1:20,46     | +2,10      | Betsy Clifford     |
| 6.      | 3 lutego  | 1970 | Val Gardena            | Kombinacja  | 30,31 pkt   | +48,05 pkt | Michèle Jacot      |
| 2.      | 5 lutego  | 1972 | Sapporo                | Zjazd       | 1:36,68     | +0,32      | Marie-Theres Nadig |
| 2.      | 8 lutego  | 1972 | Sapporo                | Gigant      | 1:29,90     | +0,85      | Marie-Theres Nadig |
| 5.      | 11 lutego | 1972 | Sapporo                | Slalom      | 1:31,24     | +2,79      | Barbara Cochran    |
| 1.      | 11 lutego | 1972 | Sapporo                | Kombinacja  | 25,64 pkt   | -          | -                  |
| 4.      | 3 lutego  | 1974 | Sankt Moritz           | Gigant      | 1:43,18     | +1,06      | Fabienne Serrat    |
| 1.      | 7 lutego  | 1974 | Sankt Moritz           | Zjazd       | 1:50,84     | -          | -                  |
| DNF     | 8 lutego  | 1974 | Sankt Moritz           | Slalom      | 1:34,63     | -          | Hanni Wenzel       |
| 1.      | 1 lutego  | 1978 | Garmisch-Partenkirchen | Zjazd       | 1:48,31     | -          | -                  |
| 19.     | 3 lutego  | 1978 | Garmisch-Partenkirchen | Slalom      | 1:24,85     | +6,75      | Lea Sölkner        |
| 3.      | 4 lutego  | 1978 | Garmisch-Partenkirchen | Gigant      | 2:41,15     | +0,75      | Maria Epple        |
| 1.      | 4 lutego  | 1978 | Garmisch-Partenkirchen | Kombinacja  | 2460,39 pkt | -          | -                  |
| 1.      | 17 lutego | 1980 | Lake Placid            | Zjazd       | 1:37,52     | -          | -                  |
| 6.      | 21 lutego | 1980 | Lake Placid            | Gigant      | 2:41,66     | +1,53      | Hanni Wenzel       |
| DNF     | 23 lutego | 1980 | Lake Placid            | Slalom      | 1:25,09     | -          | Hanni Wenzel       |

### Puchar Świata

#### Miejsca w klasyfikacji generalnej
- sezon 1968/1969: 16.
- sezon 1969/1970: 6.
- sezon 1970/1971: 1.
- sezon 1971/1972: 1.
- sezon 1972/1973: 1.
- sezon 1973/1974: 1.
- sezon 1974/1975: 1.
- sezon 1976/1977: 2.
- sezon 1977/1978: 2.
- sezon 1978/1979: 1.
- sezon 1979/1980: 2.

#### Statystyka miejsc na podium
| Sezon     | 1. miejsce | 2. miejsce | 3. miejsce | Razem |
| 1968/1969 | -          | -          | 1          | 1     |
| 1969/1970 | 1          | 1          | 2          | 4     |
| 1970/1971 | 7          | 3          | 2          | 12    |
| 1971/1972 | 8          | 5          | 3          | 16    |
| 1972/1973 | 11         | -          | 1          | 12    |
| 1973/1974 | 4          | 3          | 1          | 8     |
| 1974/1975 | 10         | 4          | 1          | 15    |
| 1975/1976 | -          | -          | -          | -     |
| 1976/1977 | 4          | 3          | 4          | 11    |
| 1977/1978 | 6          | 3          | -          | 9     |
| 1978/1979 | 8          | 3          | 4          | 15    |
| 1979/1980 | 3          | 6          | 3          | 12    |
| suma      | 62         | 31         | 22         | 115   |

#### Zwycięstwa w zawodach
1. Maribor – 17 stycznia 1970 (gigant)
2. Maribor – 4 stycznia 1971 (slalom)
3. Saint-Gervais – 29 stycznia 1971 (slalom)
4. Sugarloaf – 18 lutego 1971 (zjazd)
5. Sugarloaf – 19 lutego 1971 (zjazd)
6. Abetone – 10 marca 1971 (gigant)
7. Abetone – 11 marca 1971 (gigant)
8. Åre – 14 marca 1971 (gigant)
9. Sankt Moritz – 3 grudnia 1971 (zjazd)
10. Sestriere – 17 grudnia 1971 (zjazd)
11. Bad Gastein – 12 stycznia 1972 (zjazd)
12. Grindelwald – 18 stycznia 1972 (zjazd)
13. Saint-Gervais – 22 stycznia 1972 (gigant)
14. Banff – 19 lutego 1972 (gigant)
15. Crystal Mountain – 25 lutego 1972 (zjazd)
16. Heavenly Valley – 1 marca 1972 (gigant)
17. Val d’Isère – 7 grudnia 1972 (zjazd)
18. Saalbach – 19 grudnia 1972 (zjazd)
19. Saalbach – 20 grudnia 1972 (gigant)
20. Pfronten – 9 stycznia 1973 (zjazd)
21. Pfronten – 10 stycznia 1973 (zjazd)
22. Grindelwald – 16 stycznia 1973 (zjazd)
23. Saint-Gervais – 20 stycznia 1973 (gigant)
24. Chamonix – 25 stycznia 1973 (zjazd)
25. Schruns – 1 lutego 1973 (zjazd)
26. Sankt Moritz – 10 lutego 1973 (zjazd)
27. Mont-Sainte-Anne – 2 marca 1973 (gigant)
28. Val d’Isère – 6 grudnia 1973 (zjazd)
29. Zell am See – 19 grudnia 1973 (zjazd)
30. Pfronten – 5 stycznia 1974 (zjazd)
31. Bad Gastein – 23 stycznia 1974 (zjazd)
32. Val d’Isère – 7 grudnia 1974 (gigant)
33. Cortina d’Ampezzo – 12 grudnia 1974 (zjazd)
34. Grindelwald – 9 stycznia 1975 (gigant)
35. Grindelwald – 10 stycznia 1975 (zjazd)
36. Grindelwald – 10 stycznia 1975 (kombinacja)
37. Grindelwald – 11 stycznia 1975 (gigant)
38. Schruns – 15 stycznia 1975 (kombinacja)
39. Sarajewo – 19 stycznia 1975 (gigant)
40. Chamonix – 31 stycznia 1975 (kombinacja)
41. Naeba – 23 lutego 1975 (gigant)
42. Cortina d’Ampezzo – 15 grudnia 1976 (zjazd)
43. Cortina d’Ampezzo – 16 grudnia 1976 (kombinacja)
44. Pfronten – 8 stycznia 1977 (zjazd)
45. Garmisch-Partenkirchen – 11 stycznia 1977 (zjazd)
46. Pfronten – 6 stycznia 1978 (zjazd)
47. Pfronten – 7 stycznia 1978 (zjazd)
48. Les Diablerets – 13 stycznia 1978 (zjazd)
49. Bad Kleinkirchheim – 11 marca 1978 (zjazd)
50. Bad Kleinkirchheim – 12 marca 1978 (zjazd)
51. Arosa – 17 marca 1978 (gigant)
52. Piancavallo – 9 grudnia 1978 (zjazd)
53. Val d’Isère – 17 grudnia 1978 (zjazd)
54. Les Diablerets – 12 stycznia 1979 (zjazd)
55. Hasliberg – 17 stycznia 1979 (zjazd)
56. Hasliberg – 19 stycznia 1979 (kombinacja)
57. Schruns – 26 stycznia 1979 (zjazd)
58. Schruns – 26 stycznia 1979 (kombinacja)
59. Lake Placid – 2 marca 1979 (zjazd)
60. Piancavallo – 15 grudnia 1979 (slalom)
61. Pfronten – 6 stycznia 1980 (zjazd)
62. Arosa – 16 stycznia 1980 (kombinacja)

- 62 zwycięstwa (36 zjazdów, 16 gigantów, 7 kombinacji i 3 slalomy)

#### Pozostałe miejsca na podium
1. Saint-Gervais – 25 stycznia 1969 (zjazd) – 2. miejsce
2. Saint-Gervais – 24 stycznia 1970 (gigant) – 2. miejsce
3. Voss – 12 marca 1970 (gigant) – 3. miejsce
4. Bardonecchia – 12 grudnia 1970 (zjazd) – 2. miejsce
5. Maribor – 5 stycznia 1971 (gigant) – 3. miejsce
6. Pra Loup – 28 stycznia 1971 (zjazd) – 2. miejsce
7. Sugarloaf – 20 lutego 1971 (gigant) – 2. miejsce
8. Heavenly Valley – 24 lutego 1971 (slalom) – 3. miejsce
9. Val d’Isère – 11 grudnia 1971 (zjazd) – 2. miejsce
10. Oberstaufen – 3 stycznia 1972 (gigant) – 2. miejsce
11. Maribor – 7 stycznia 1972 (gigant) – 3. miejsce
12. Bad Gastein – 13 stycznia 1972 (slalom) – 3. miejsce
13. Crystal Mountain – 26 lutego 1972 (zjazd) – 2. miejsce
14. Pra Loup – 18 marca 1972 (gigant) – 2. miejsce
15. Naeba – 15 marca 1973 (gigant) – 3. miejsce
16. Les Gets – 8 stycznia 1974 (slalom) – 3. miejsce
17. Grindelwald – 13 stycznia 1974 (zjazd) – 2. miejsce
18. Abetone – 27 lutego 1974 (slalom) – 2. miejsce
19. Wysokie Tatry – 7 marca 1974 (gigant) – 2. miejsce
20. Schruns – 16 stycznia 1975 (slalom) – 2. miejsce
21. Innsbruck – 24 stycznia 1975 (zjazd) – 2. miejsce
22. Chamonix – 31 stycznia 1975 (zjazd) – 2. miejsce
23. Jackson Hole – 11 marca 1975 (zjazd) – 3. miejsce
24. Sun Valley – 14 marca 1975 (slalom) – 2. miejsce
25. Val Gardena – 20 marca 1975 (slalom) – 2. miejsce
26. Val d’Isère – 9 grudnia 1976 (gigant) – 3. miejsce
27. Zell am See – 20 grudnia 1976 (zjazd) – 2. miejsce
28. Crans-Montana – 25 stycznia 1977 (zjazd) – 3. miejsce
29. Crans-Montana – 26 stycznia 1977 (kombinacja) – 2. miejsce
30. Megève – 29 stycznia 1977 (gigant) – 3. miejsce
31. Furano – 26 lutego 1977 (slalom) – 2. miejsce
32. Furano – 27 lutego 1977 (gigant) – 3. miejsce
33. Val d’Isère – 7 grudnia 1977 (zjazd) – 2. miejsce
34. Bad Gastein – 18 stycznia 1978 (zjazd) – 2. miejsce
35. Megève – 9 lutego 1978 (gigant) – 2. miejsce
36. Val d’Isère – 18 grudnia 1978 (kombinacja) – 2. miejsce
37. Les Gets – 8 stycznia 1979 (slalom) – 3. miejsce
38. Schruns – 23 stycznia 1979 (slalom) – 3. miejsce
39. Mellau – 27 stycznia 1979 (slalom) – 2. miejsce
40. Berchtesgaden – 6 lutego 1979 (gigant) – 3. miejsce
41. Furano – 18 marca 1979 (slalom) – 3. miejsce
42. Furano – 19 marca 1979 (gigant) – 2. miejsce
43. Val d’Isère – 6 grudnia 1979 (kombinacja) – 3. miejsce
44. Piancavallo – 14 grudnia 1979 (zjazd) – 2. miejsce
45. Limone Piemonte – 14 grudnia 1979 (kombinacja) – 2. miejsce
46. Zell am See – 19 grudnia 1979 (zjazd) – 3. miejsce
47. Arosa – 15 stycznia 1980 (zjazd) – 2. miejsce
48. Bad Gastein – 20 stycznia 1980 (zjazd) – 2. miejsce
49. Bad Gastein – 21 stycznia 1980 (kombinacja) – 2. miejsce
50. Maribor – 23 stycznia 1980 (slalom) – 3. miejsce
51. Saint-Gervais – 25 stycznia 1980 (slalom) – 2. miejsce